# Cambridge Bay
Cambridge Bay (Inuinnaqtun: Iqaluktuuttiaq Syllabics: ᐃᖃᓗᒃᑑᑦᑎᐊᖅ) ist eine im Südteil der arktischen Victoria-Insel an der Dease Strait (Nordwestpassage) gelegene Siedlung mit über 1700 Einwohnern (davon etwa 80 % Inuit) und regionales Zentrum der Region Kitikmeot. Ihr Inuinnaqtun-Name bedeutet „guter Platz für das Fischen“.

## Name
Den Namen erhielt die Bucht durch ein Expeditionskommando der Hudson’s Bay Company, das 1839 die Nordküste des kanadischen Festlands kartografierte. Namensgeber war Adolphus Frederick, 1. Duke of Cambridge, der bis 1837 Stellvertreter des britischen Königs im Königreich Hannover war.

## Geschichte

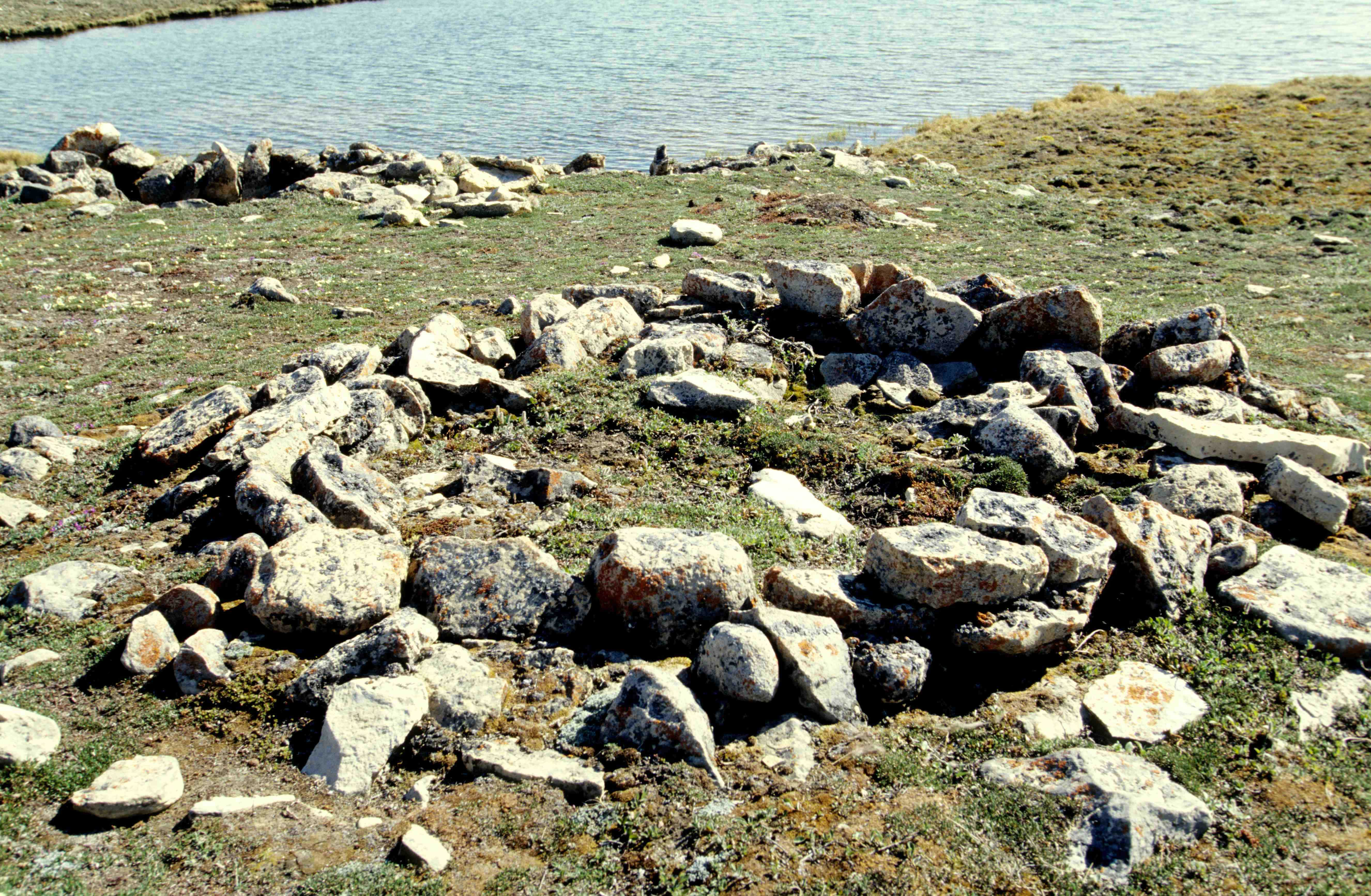
Reste eines Qarmaq (Erdsodenhaus), eines der vielen Relikte von jahrhundertelang in der Umgebung der heutigen Siedlung Cambridge Bay lebenden Copper-Inuit

Über Jahrhunderte war die Gegend um das heutige Cambridge Bay sommerlicher Treffpunkt von Familien der „Copper Eskimos“, so genannt nach Kupferwerkzeugen, die sie aus natürlichen Vorkommen dieses Metalls auf Victoria Island fertigten.
1927 etablierte die Hudson’s Bay Company hier einen Handelsposten, nachdem im Jahr zuvor die kanadische Polizei einen Posten eingerichtet hatte. Bis in die 1950er Jahre lebten nur wenige Inuit rund um die Bucht. Das änderte sich jedoch, als hier 1947 ein Leuchtturm errichtet wurde und 1955 eine DEW-Line-Station („Distant Early Warning Line“, Frühwarnsystem) ihren Dienst aufnahm. Den Status „hamlet“ (Gemeinde) erhielt die Siedlung am 1. April 1984.

## Sprachen
Neben Englisch wird Innuinaqtun, ein Inuktitut-Dialekt, gesprochen, zu dessen Schreibung üblicherweise lateinische Buchstaben und nicht die für Inuktitut übliche Silbenschrift verwendet werden.

## Sehenswürdigkeiten

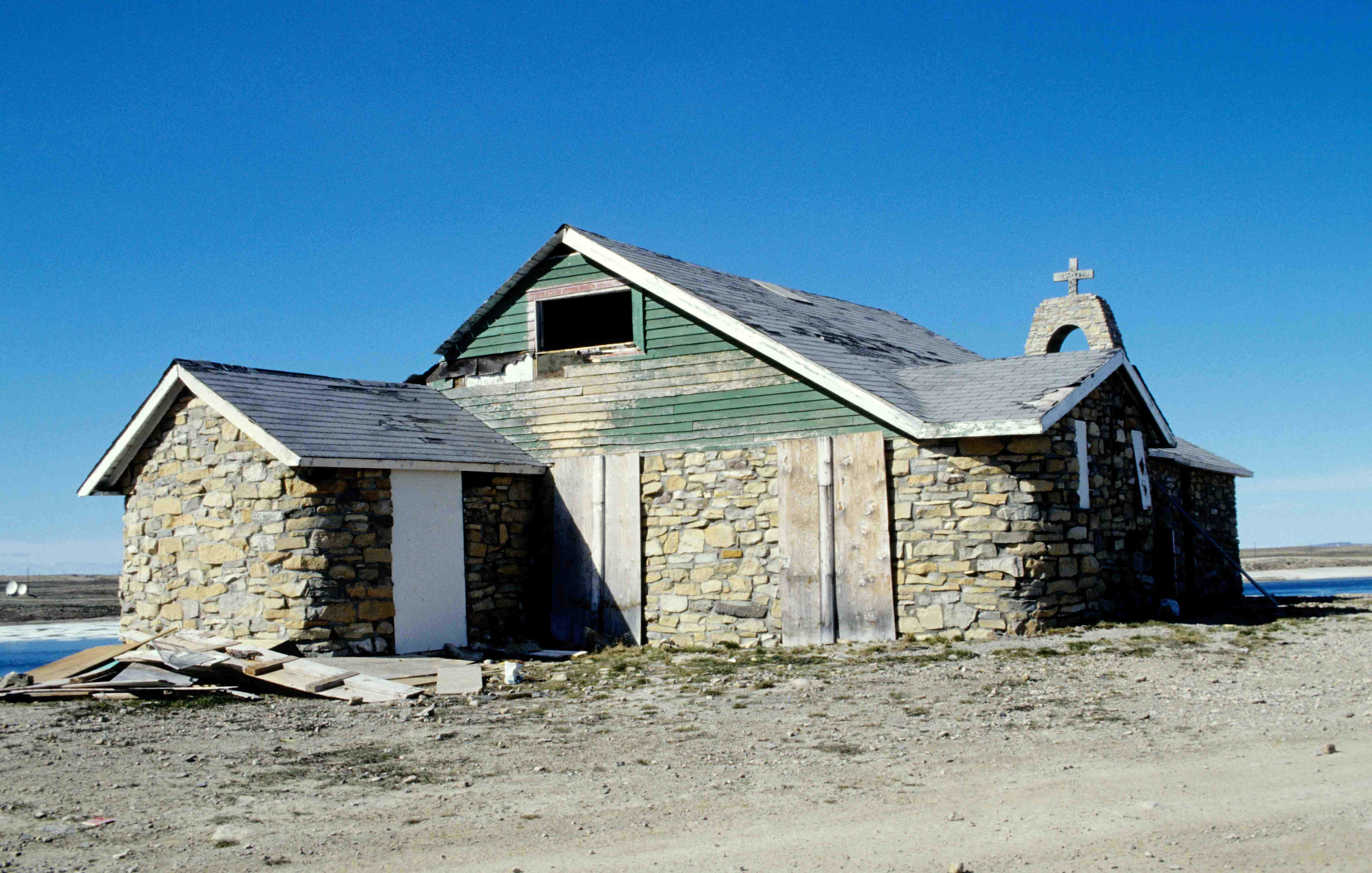
Oblaten-Steinkirche, aufgenommen 1998

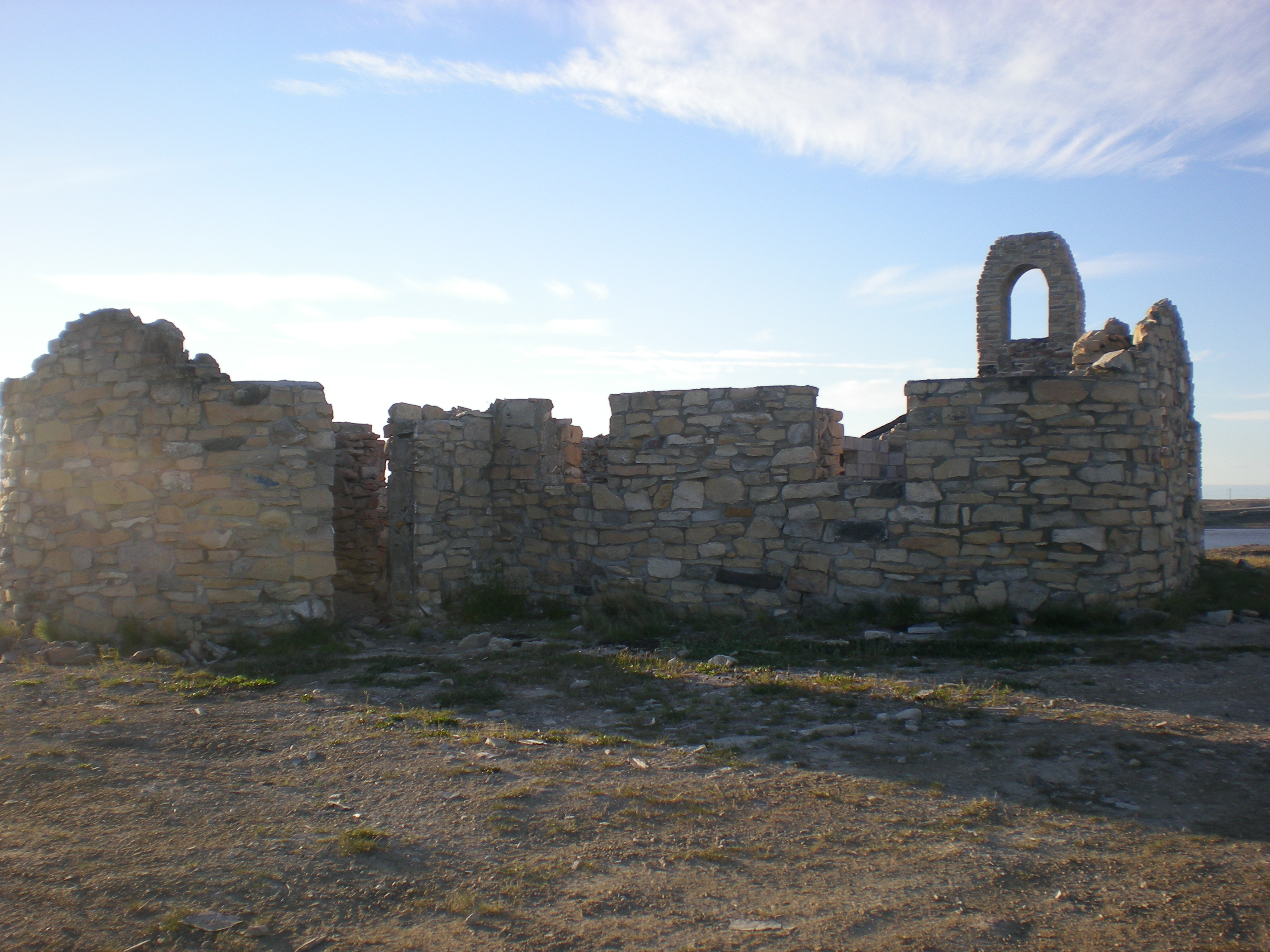
Oblaten-Steinkirche nach der Brandstiftung (Aufnahme vom 24. Juli 2008)

Am Cambridge Bay gegenüber liegenden Buchtufer befinden sich Mauerreste einer Steinkirche, die Oblaten-Patres 1954 hier am ursprünglichen Siedlungsstandort errichteten und nach Verlegung der Siedlung aufgaben. Die bislang als Wahrzeichen und Touristenattraktion bekannte verlassene Kirche fiel am 27. April 2006 einer Brandstiftung zum Opfer. Heute gilt auch die Ruine als Sehenswürdigkeit, zumal direkt unterhalb der ehemaligen Kirche das ehemalige Fischerboot Eagle des Miterbauers der Kirche, Pater Steinman, aufgestellt ist.

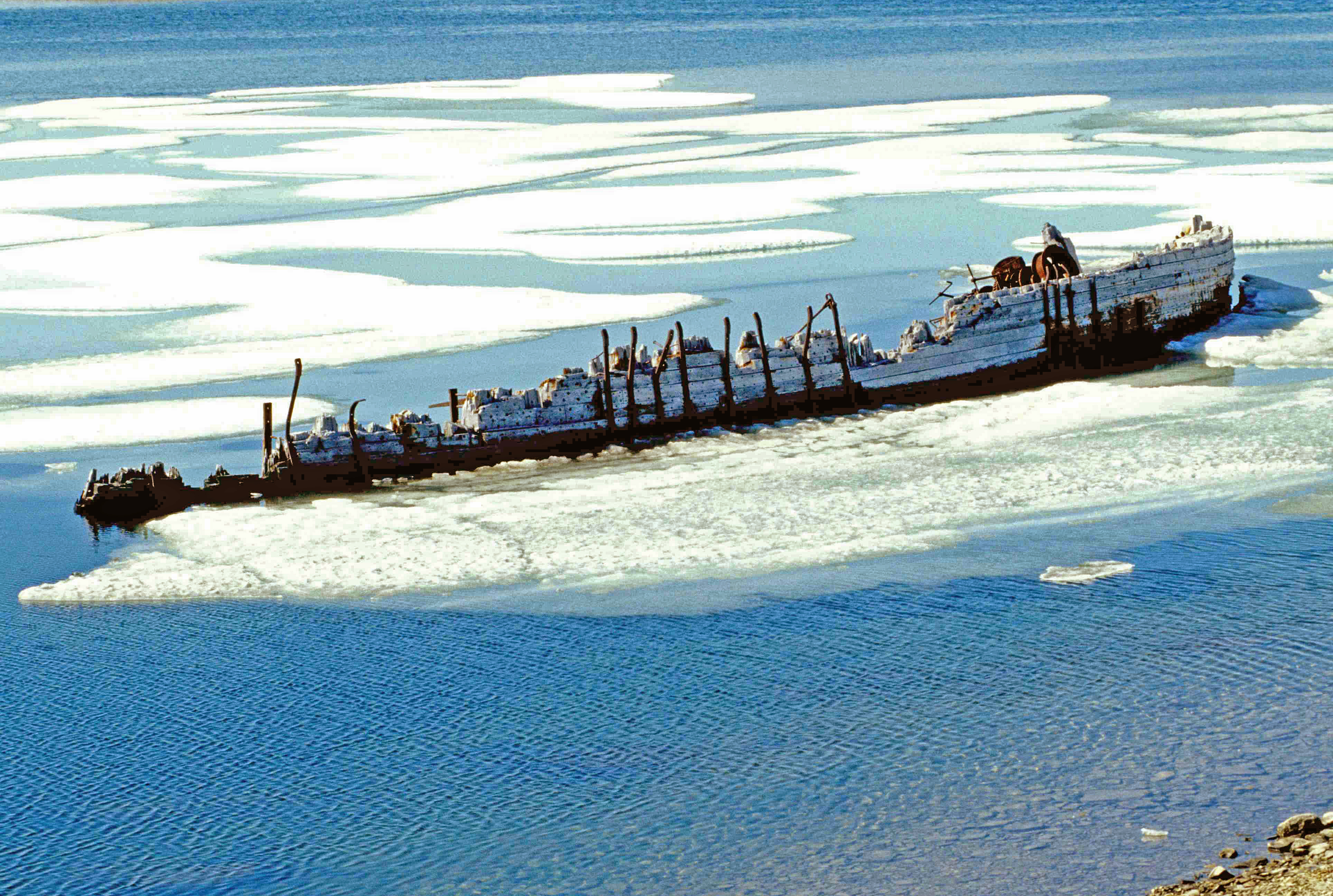
Schiffswrack der Maud an der heutigen Siedlung Cambridge Bay gegenüberliegenden Ufer

Eine historisch bedeutende Sehenswürdigkeit ist seit 2016/17 nicht mehr vorhanden. In unmittelbarer Nähe der Siedlung lag das Wrack der Maud. Der Norweger Roald Amundsen unternahm mit diesem Schiff zwischen 1918 und 1925 zwei Forschungsreisen. 1926 von der Hudson’s Bay Company übernommen, wurde es danach als Versorgungsschiff genutzt, bis es 1930 in der Bucht bei Cambridge Bay sank. Nach mehreren vergeblichen Versuchen wurde das Wrack für eine Übernahme durch die norwegische Hauptstadt Oslo Anfang August 2016 gehoben und auf einen Transport-Ponton verladen. Die Reise nach Norwegen begann Im Sommer 2017, und der Schleppzug erreichte im September 2017 Grönland; nach der Überwinterung wurde der Hafen von Vollen (Gemeinde in der Nähe von Oslo) am 18. August 2018 erreicht.

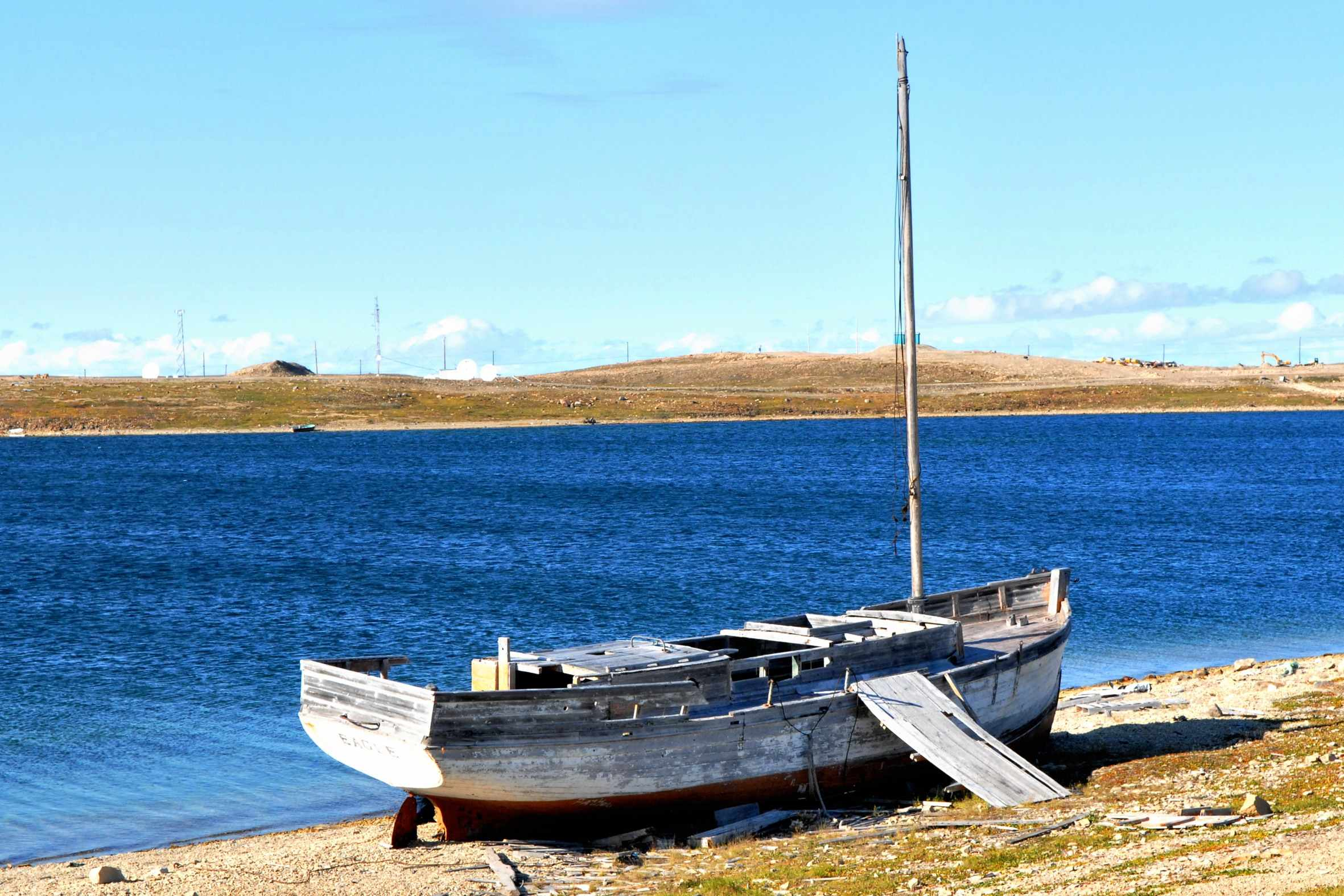
Pater Steinmans Fischerboot Eagle

## Tourismus

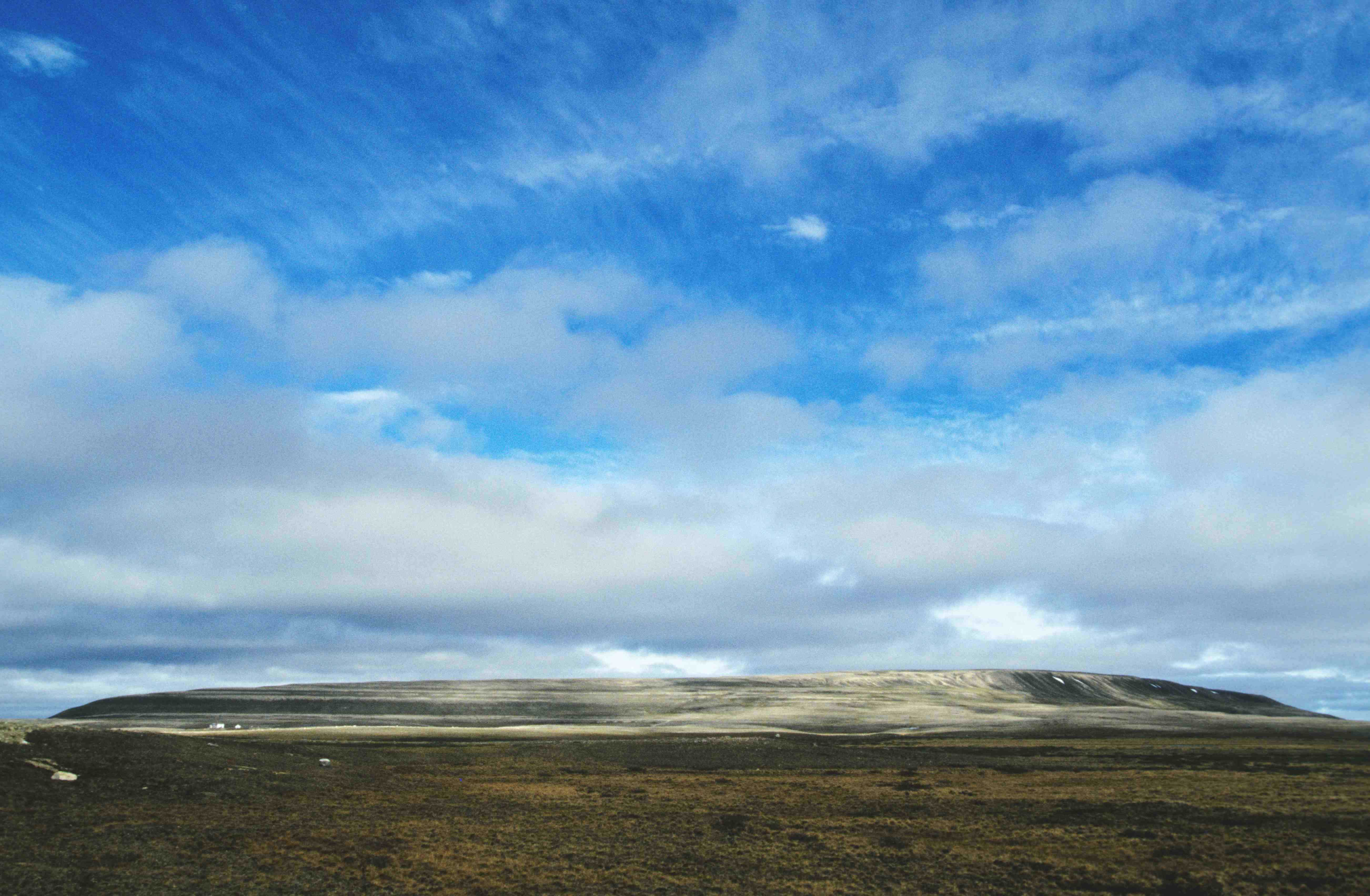
Mount Pelly (bis 690 Meter aufsteigend)

Cambridge Bay gilt als idealer Ausgangspunkt für Naturbeobachtungen. Mit dem Van lässt sich die nähere und weitere Umgebung auf Schotterstraßen verhältnismäßig gut erreichen, so z. B. der 290 Meter ü. d. M. aufragende Bergrücken des Mount Pelly (Uvajuq) im Ovajok-Territorialpark. Eine besondere Attraktion ist die hiesige Tierwelt, wozu in erster Linie Moschusochsen und viele bodenbrütende Vögel gehören.
Cambridge Bay wird von Zeit zu Zeit von Kreuzfahrtschiffen auf ihrem Kurs durch die Nordwestpassage angelaufen.

## Infrastruktur
Westsüdwestlich der Gemeinde liegt der örtliche Flugplatz (IATA: YCB, ICAO: CYCB), der nur über eine geschotterte Start- und Landebahn von 1547 Metern Länge verfügt. Erreichbar ist der Cambridge Bay Airport mit regionalen Fluglinien (z. B. mit Canadian North) ab Yellowknife oder Gjoa Haven, Kugaaruk, Kugluktuk und Taloyoak. Eine Anbindung an das restliche Territorium oder die anderen Provinzen per Straße, Schiene oder regelmäßiger Personenschifffahrt besteht nicht.
Die Siedlung verfügt über ein Gesundheitszentrum und eine Reihe schulischer Einrichtungen (Elementary School, High School und Arctic College).
Mit Arctic Fibre und Ivaluk Network werden zurzeit zwei Seekabel gebaut, die in Cambridge Bay einen Landepunkt haben werden.